# Sylvia Mang-Borenberg
Sylvia Mang-Borenberg, född 1924 i Craiova i Rumänien, död 2010 i Ingelstad i Östra Torsås församling, var en österrikisk‑svensk konsert- och operasångare (sopran) och sångpedagog. Hon var äldre syster till sopranen Karin Mang-Habashi.
Sylvia Mang-Borenberg utbildades i sång och piano vid Wiens musikakademi. Hon fortsatte studierna vid Kungliga Musikaliska Akademien 1955–1956 och avlade sångpedagogexamen. Hon var sedan verksam i Ronneby och under flera decennier i Växjötrakten Som operasångerska uppträdde hon på flera svenska scener, sedan 1959 framför allt med Växjö operaensemble. Bland hennes roller märks Nattens drottning i Trollflöjten, Konstanze i Enleveringen ur Seraljen och Violetta i La Traviata. Sylvia Mang‑Borenberg genomförde flera konsertturnéer i Sverige och var känd som oratoriesolist. Hon ägnade sig med tiden allt mer åt undervisning. Bland hennes elever märks Lena Nordin, Malin Hartelius, Åsa Elmgren och Laila Andersson-Palme samt hennes 14 år yngre syster Karin Mang-Habashi.

## Eftermäle
År 2016 beslöt byggnadsnämnden i Växjö att döpa en gata i stadsdelen Vikaholm till  Sylvia Mang-Borenbergs väg.